# Qaz̄rābād
Qaz̄rābād (persiska: قذر آباد) är en ort i Iran.   Den ligger i provinsen Västazarbaijan, i den nordvästra delen av landet, 600 km väster om huvudstaden Teheran. Qaz̄rābād ligger 2 034 meter över havet och antalet invånare är 120.
Terrängen runt Qaz̄rābād är kuperad. Runt Qaz̄rābād är det ganska tätbefolkat, med 185 invånare per kvadratkilometer. Närmaste större samhälle är Tāzeh Shahr, 17,6 km norr om Qaz̄rābād. Trakten runt Qaz̄rābād består i huvudsak av gräsmarker.